# Erziehungsroman
De Erziehungsroman (Duits; vertaald in het Nederlands: "opvoedingsroman") is een bepaald type roman waarin het opvoedingsproces (Erziehung) centraal staat. Als genre is de opvoedingsroman zeer nauw verwant aan de Bildungsroman en de Entwicklungsroman, het wordt ook wel als een nevenvorm hiervan gezien. Aan de hand van voorbeelden wordt in een opvoedingsroman de opvoeding van meestal één persoon beschreven, met de pedagogische invloeden die deze persoon ondergaat.

## Voorbeelden
- Kyrou paideia van Xenophon (voltooid na 366 v. Chr.)
- Knabenspiegel van Jörg Wickram (1554)
- Les Aventures de Télémaque van François Fénelon (1699)
- Émile ou de l'éducation van Jean-Jacques Rousseau (1762)
- Leonardo e Gertrude van Johann Heinrich Pestalozzi (1780ff)
- Uli der Knecht en Uli der Pächter van Jeremias Gotthelf (1841 en 1849)
- Der grüne Heinrich van Gottfried Keller (1854/55, tweede versie 1879/80)
- Der schmale Weg zum Glück van Paul Ernst (1904)